# 1365 en santé et médecine
| Années de la santé et de la médecine : 1362 - 1363 - 1364 - 1365 - 1366 - 1367 - 1368    |
| Décennies de la santé et de la médecine : 1330 - 1340 - 1350 - 1360 - 1370 - 1380 - 1390 |

Cet article présente les faits marquants de l'année 1365 en santé et médecine.

## Événements
- 12 mars : sous le nom d'Alma mater rudolphina vindobonensis, Rodolphe IV, duc d'Autriche, fonde l'université de Vienne qui comprend dès son origine une faculté de médecine[1].
- 6 juin : à la requête de Raymond IV, seigneur des Baux, l'empereur Charles IV fonde l'université d'Orange en Provence, où la médecine est enseignée dès l'origine[2].
- Construction à Avignon, par la confrérie Notre-Dame de la Major, de l'hôpital dit de Saint-Michel ou des Lombards[3].
- Fondation de bourses de médecine au collège de Laon, à Paris, par Jean de Coucy, ancien médecin du roi Jean le Bon[4].

## Publications
- Martin de Saint-Gilles, maître ès arts et en médecine de l'université de Paris, au service de Jeanne de Bourbon, reine de France, termine la rédaction du Livre des Amphorismes Ypocras, traduction et commentaire des Aphorismes d'Hippocrate et de leur commentaire par Galien, avec des extraits du Canon d'Avicenne[5],[6].
- 1362-1365 : Jean de Tournemire rédige à Montpellier son « Commentaire du neuvième livre du Traité de Rhazès » (Clarificatorium super nono Almansoris una cum textu ipsius Razi), manuscrit perdu, mais que l'on connaît par « différentes copies fragmentaires et surtout la première édition imprimée, l'incunable de 1490 sorti des presses lyonnaises de Jean Trechsel[7] ».

## Personnalités
- Fl. Augustin Amploteti, barbier à Avignon[8], membre de la confrérie de la Major[9].
- Fl. Dreux de Mosonio, clerc du diocèse de Reims, maître ès arts et en médecine de l'université de Paris[8].
- Fl. Hugues Girouart, barbier, pensionné par le seigneur de Glénouze, en Anjou[10].
- 1329-1365 : fl. Adam Le Bercher de Franconville, maître régent à Paris, doyen de la faculté de médecine en 1350-1351, « envoyé à la cour romaine pour défendre les privilèges de la compagnie [des médecins] contre les individus exerçant illicitement[8] ».
- 1348-1365 : fl. Jean de Lovanio, étudiant de la nation anglaise, maître ès art et en médecine de l'université de Paris[11].
- 1362-1365 : fl. Jean Gortenbeke, maître ès arts et en médecine à Paris[8].
- 1363-1365 : fl. Étienne Boucat, barbier, probablement à Saint-Trivier en Franche-Comté[12].
- Vers 1365 : fl. Adenet de Wevere, barbier de Louis de Male, comte de Flandre[8].
- 1365-1366 : fl. Henselin Wissenburg, représentant des baigneurs et des barbiers au conseil de la ville de Strasbourg[8].
- 1365-1367 : fl. Jean Bernardi, médecin à Nîmes[8]
- 1365-1367 : fl. Geoffroi Vaurognies, chirurgien de l'hôtel de Louis Ier, duc d'Anjou[8].
- Vers 1365-1372 : fl. Jean de La Rochelle[11], médecin, au service de Jean d'Armagnac-Fézensaguet ; soigne son fils Géraud[13].

## Naissance
- Alonso Chirino (es) (mort vers 1429), médecin de Jean II, roi de Castille, auteur en 1411-1417 de deux traités de médecine intitulés Espejo de la Medicina (« Miroir de la médecine ») et Menor daño de la Medicina (« Moindre mal de la médecine[14] »).

## Décès
- Robert Tassili (date de naissance inconnue), médecin à Montpellier[12].
- Vers 1365 : Barnabas de Reggio (né vers 1300), médecin italien, auteur de deux traités de diététique : un Libellus de sanitate tuenda, et un Compendium de naturis et proprietatibus alimentorum achevé en 1338[15].